# United Cup
A United Cup é um torneio de tênis profissional misto de curta duração entre dezoito países (em cada edição), organizado em conjunto pela ATP e pela WTA, que rende pontos aos respectivos rankings.
Realizado na Austrália – nas cidades de Brisbane, Perth e Sydney, estreou em 2023. Os jogos são disputados em quadras duras durante o fim de dezembro do ano anterior e o início de janeiro do ano de referência.
São 11 dias de duração, em seis grupos de três. Cada cidade recebe dois grupos. Semifinais e finais acontecem em Sydney. É o primeiro evento de duplas mistas por equipes a oferecer pontos nos rankings tanto da ATP quanto da WTA; cada jogador(a) pode conquistar, no máximo, 500.

## Histórico
Em 7 de agosto de 2022, a Tennis Australia anunciou que a ATP Cup, que era um torneio internacional de equipes masculinas, disputado em quadra dura ao ar livre no verão australiano, seria encerrada e substituída por um evento misto a partir de 2023. Assim, a primeira edição da United Cup substituiu diretamente a ATP Cup (2020–2022) no calendário do ATP Tour.
Na edição de 2023, cada equipe contou com três especialistas em simples e um especialista em duplas para cada gênero. Na edição de 2024, cada equipe contou com dois especialistas em simples e um especialista em duplas para cada gênero, a depender do ranking. Na edição de 2024, a Noruega não levou nenhum especialista em duplas de nenhum gênero e Brasil, Canadá, Chile e China não levaram mulheres especialistas em duplas.
Na edição de 2023, cada disputa era constituída por cinco partidas, sendo duas de simples masculino, duas de simples feminino e uma de duplas mistas e cada eliminatória foi dividida em duas sessões disputadas em dias diferentes, sendo duas partidas no primeiro dia e três partidas no segundo dia. Para a edição de 2024, o modelo foi simplificado, ficando cada disputa constituída por apenas três partidas, sendo uma de simples masculino, uma de simples feminino e uma de duplas mistas, sendo as três partidas obrigatórias (mesmo com a disputa já definida) e disputadas no mesmo dia.

## Finais
| Ano  | País campeão   | País vice-campeão | Resultado geral |
| ---- | -------------- | ----------------- | --------------- |
| 2025 | Estados Unidos | Polónia           | 2–0             |
| 2024 | Alemanha       | Polónia           | 2–1             |
| 2023 | Estados Unidos | Itália            | 4–0             |

## Resultados por país
| País           | 2023 | 2023 | 2024 | 2024 | 2025 | 2025 | Geral | Geral |
| País           | Rdd  | V–D  | Rdd  | V–D  | Rdd  | V–D  | Prt   | V–D   |
| -------------- | ---- | ---- | ---- | ---- | ---- | ---- | ----- | ----- |
| Argentina      | RR   | 0–2  | –    | –    | RR   | 1–1  | 2     | 1–3   |
| Austrália      | RR   | 1–1  | SF   | 2–2  | RR   | 1–1  | 3     | 4–4   |
| Bélgica        | RR   | 0–2  | –    | –    | –    | –    | 1     | 0–2   |
| Brasil         | RR   | 1–1  | RR   | 0–2  | RR   | 0–2  | 3     | 1–5   |
| Bulgária       | RR   | 1–1  | –    | –    | –    | –    | 1     | 1–1   |
| Canadá         | –    | –    | RR   | 1–1  | RR   | 1–1  | 2     | 2–2   |
| Chile          | –    | –    | RR   | 1–1  | –    | –    | 1     | 1–1   |
| China          | –    | –    | QF   | 1–2  | QF   | 1–2  | 2     | 2–4   |
| Croácia        | HF   | 2–1  | RR   | 1–1  | RR   | 0–2  | 3     | 3–4   |
| Chéquia        | RR   | 1–1  | RR   | 0–2  | SF   | 2–2  | 3     | 3–5   |
| França         | RR   | 1–1  | SF   | 3–1  | RR   | 0–2  | 3     | 4–4   |
| Alemanha       | RR   | 0–2  | W    | 4–1  | QF   | 2–1  | 3     | 6–4   |
| Grã-Bretanha   | HF   | 2–1  | RR   | 1–1  | QF   | 1–2  | 3     | 4–4   |
| Grécia         | SF   | 3–1  | QF   | 1–2  | RR   | 1–1  | 3     | 5–4   |
| Itália         | F    | 3–2  | RR   | 0–2  | QF   | 2–1  | 3     | 5–5   |
| Cazaquistão    | RR   | 0–2  | –    | –    | SF   | 3–1  | 2     | 3–3   |
| Países Baixos  | –    | –    | RR   | 1–1  | –    | –    | 1     | 1–1   |
| Noruega        | RR   | 0–2  | QF   | 1–2  | RR   | 0–2  | 3     | 1–6   |
| Polónia        | SF   | 3–1  | F    | 4–1  | F    | 4–1  | 3     | 11–3  |
| Sérvia         | –    | –    | QF   | 2–1  | –    | –    | 1     | 2–1   |
| Espanha        | RR   | 0–2  | RR   | 1–1  | RR   | 0–2  | 3     | 1–5   |
| Suíça          | RR   | 1–1  | –    | –    | RR   | 1–1  | 2     | 2–2   |
| Estados Unidos | W    | 5–0  | RR   | 1–1  | W    | 5–0  | 3     | 11–1  |

- HF = Cidade sede da final
- RR = Round-robin
- QF = Quartas de final
- SF = Semifinalista
- F = Finalista
- W = Vencedor

Nota: 23 países participaram, considerando as 2 edições realizadas. 